# Mondrainville
Mondrainville é uma comuna francesa na região administrativa da Normandia, no departamento Calvados. Estende-se por uma área de 3,18 km². Em 2010 a comuna tinha 544 habitantes (densidade: 171,1 hab./km²).